# Wilhelm Augustin Balthasar-Wolfradt
Wilhelm Augustin Balthasar-Wolfradt (* 15. Februar 1864 in Schlatkow, Vorpommern; † 29. April 1945 in Potsdam) war ein preußischer Militärbeamter sowie Ordensmeister der  Großen Landesloge der Freimaurer von Deutschland. Der ursprüngliche Familienname war Balthasar. Den Doppelnamen genehmigte das Preußische Justizministerium am 8. Februar 1921.

## Leben
Er war das fünfte Kind (vier Töchter) des Gutsbesitzers Wilhelm Ludwig Augustin Balthasar (* 23. August 1829 in Groß Rakow, † 5. Oktober 1866 in Schlatkow) und Caroline Friederike Henriette, geborene von Wolfradt (* 21. November 1831 in Schmatzin, † 11. Februar 1908 in Berlin-Schöneberg). 

### Werdegang

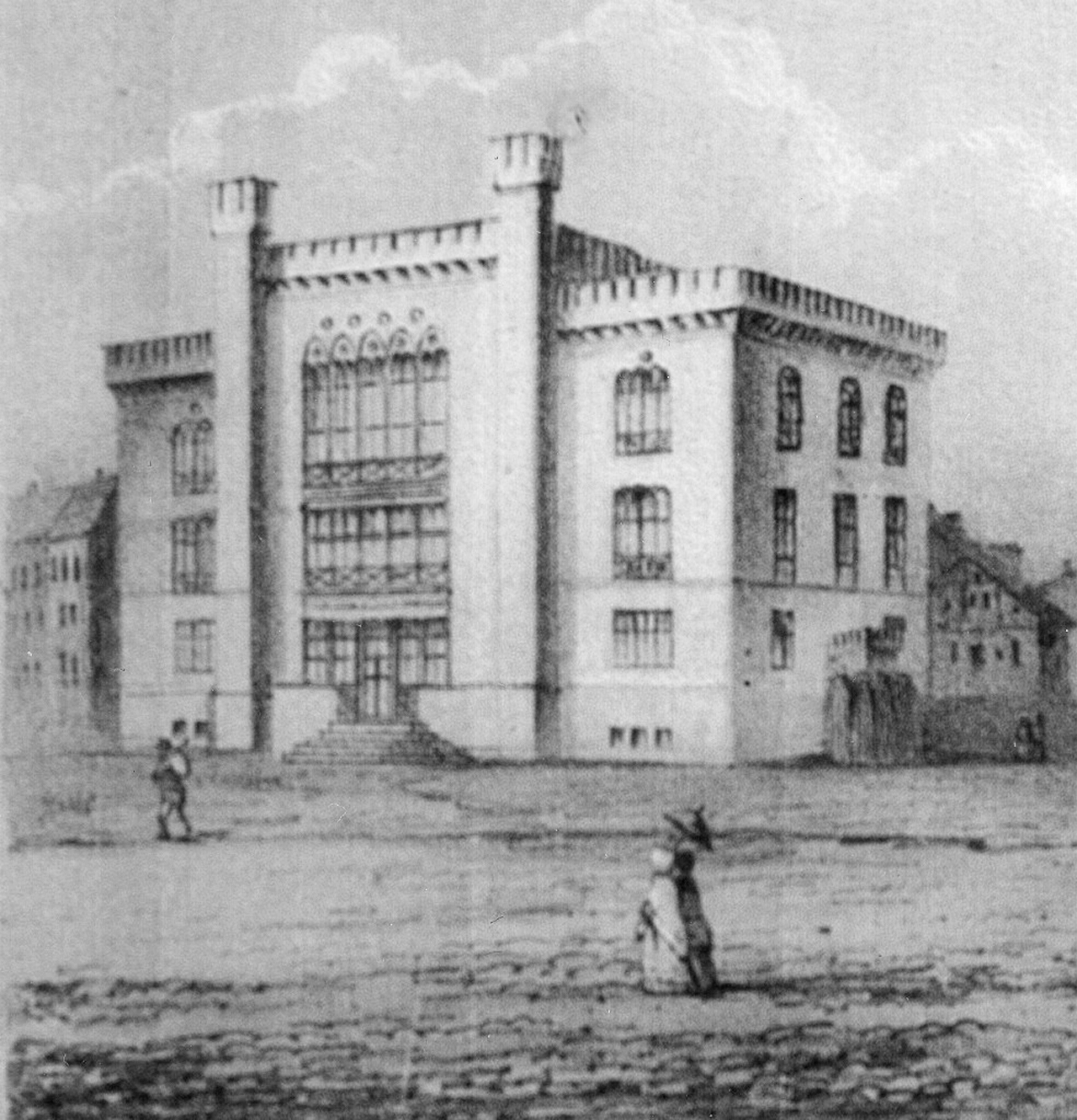
Gymnasiumsneubau in Anklam von 1851, beherbergt heute die ev. Schule Peeneburg

Balthasar besuchte das Gymnasium Anklam und studierte Rechtswissenschaft ab dem Wintersemester 1882/83 an der Universität Leipzig. Er  renoncierte beim Corps Lusatia Leipzig, schied aber noch als Fuchs aus Studiengründen aus. Ab dem Sommersemester 1883 an der Universität Greifswald, wurde er bei  Borussia Greifswald aktiv.
1886 wurde er Sekondeleutnant im 3. Pommerschen Infanterie-Regiment Nr. 14 der Preußischen Armee in Stralsund, später Graudenz. Seit 1893 Premierleutnant, wechselte er 1895 in die Intendanturlaufbahn und begann als Assessor beim XIV. Armee-Korps in Karlsruhe. 1900 wurde er als Intendanturrat zum II. Armee-Korps in Stettin und 1907 zum IX. Armee-Korps in Altona versetzt, wo er 1912 Oberintendanturrat wurde. Seit 1914 Geheimer Kriegsrat, kam er als Vortragender Rat an das Kriegsministerium. Im Ersten Weltkrieg war er von 1914 bis 1916 Intendant einer Armee an der Ostfront. 1917 kam er wieder an das Kriegsministerium und wurde am 17. September 1918 zum Wirklichen Geheimen Kriegsrat ernannt. 1921 erhielt er die Corpsschleife der Lusatia, die ihm 1929 das Band verlieh.
Zum Tragen der Uniform der Vortragenden Räte des Reichswehrministerium berechtigt, schied er 1922 aus der Reichswehr aus und wechselte als Ministerialrat an das Reichsschatzministerium. Als Geheimer Oberregierungsrat pensioniert, lebte er in Potsdam. Angesichts der Eroberung der Stadt durch die Rote Armee erschoss er sich.

### Freimaurer
Im Ersten Weltkrieg war Balthasar-Wolfradt maßgeblich an der Gründung der Feldloge Zum deutschen Schwert im Osten in Mitau beteiligt. Er bekleidete dort das Amt des Logenmeisters nur für kurze Zeit, weil er zur Organisation eines Volksernährungsamtes beim Kriegsministerium in Berlin von der Front versetzt wurde. Als Nachfolger des Prinzen Friedrich Leopold von Preußen war er ab 1919 Ordensmeister der Großen Landesloge der Freimaurer von Deutschland.

### Familie
Am 26. Januar 1893 hatte er auf der westpreußischen Domäne Osterwitt Helene Friederike Natalie von Kries (1865–1929) geheiratet. Der 1895 geborene Sohn Friedrich fiel am 27. August 1918 in  Vrancourt.

### Auszeichnungen
- Eisernes Kreuz II. und I. Klasse
- Bayerischer Militärverdienstorden mit Schwertern
- Albrechts-Orden mit Schwertern
- Hanseatenkreuz
- Roter Adlerorden IV. Klasse[5]
- Ehrenkreuz des Greifenordens am 28. Juni 1912[6]
- Preußischer Kronenorden
- Schwedischer Orden Karls XIII.